# Santa Cruz Michapa
Santa Cruz Michapa é um município do departamento de Cuscatlán, em El Salvador. Sua população estimada em 2007 era de 11 790 habitantes.